# 1990-es magyarországi országgyűlési választás
Az 1990-es volt a rendszerváltás utáni első országgyűlési választás Magyarországon. A választás feltételeit, a későbbi 1989. évi XXXIV. törvényt, a nemzeti kerekasztal tárgyalások során dolgozták ki. 1989. október 20-án fogadta el az Országgyűlés a választási feltételeket, Szűrös Mátyás ideiglenes köztársasági elnök pedig végül március 25 és április 8-ára tűzte ki a választást. A parlamentbe jutásért e két fordulóban 58 párt és 1623 jelölt mérkőzött, melyből 19 tudott területi, 12 pedig országos listát állítani.

## Választási rendszer
A magyar választási rendszer kétfordulós, kétszavazatos, töredékszavazat-visszaszámláló rendszer, amely kombinálja a többségi (egyéni) és az arányos (pártlistás) rendszert. A 386 fős parlamentbe 176-an egyéni választókerületben, minimum 58-an országos és maximum 152-en területi pártlistákról szerzett mandátummal jutnak be. Pártlistáról akkor lehet mandátumot szerezni, ha a pártlistára leadott szavazatok országos átlagban meghaladják az 5%-os küszöböt.
A választók közvetlenül az egyéni jelöltekre és a pártok területi (19 megyei és 1 fővárosi) listáira szavaznak, lakóhely szerint. Az országos listákra közvetlenül nem lehet szavazni: ezeken az úgynevezett töredékszavazatok alapján oszlanak el a mandátumok.
Egyéni képviselőjelölt az lehet, aki legalább 750 ajánlószelvényt tudott összegyűjteni. Területi listát azok a pártok állíthatnak, amelyek a területhez tartozó egyéni kerületek legalább negyedében, de legalább két kerületben tudtak jelöltet állítani. Országos listát azok a pártok állíthatnak, amelyek képesek legalább hét területi listát indítani.

## Előzmények
Az utolsó régi országgyűlés 1990. március 16-i hatállyal kimondta saját feloszlását. 1989. december 22-én Szűrös Mátyás ideiglenes államfő 1990. március 25-re és április 8-ra tűzte ki az országgyűlési választást.

## Kampány
Az 1990-es magyarországi országgyűlési választások kampánya különösen fontos és érdekes volt, mivel ez volt az első szabad, többpárti választás Magyarországon a kommunista rendszer összeomlása után. A kampány számos újdonságot és kihívást hozott mind a pártok, mind a választók számára és már lényegében akkor elkezdődött amikor a szabad választás lehetősége először felmerült.
Az 1989-es politikai változások után Magyarország átállt a többpártrendszerre, és az Országgyűlés új alkotmányos keretet adott a választásoknak. A választások tétje az volt, hogy ki vezeti majd az országot a rendszerváltás után. A választások szimbolizálták a demokratikus átmenetet, és a választók először dönthettek szabadon a politikai jövőről. A pártoknak viszonylag kevés idejük volt a kampányra, mivel a rendszerváltás folyamata gyorsan zajlott. Sok új párt alakult, például az MDF (Magyar Demokrata Fórum), SZDSZ (Szabad Demokraták Szövetsége), Fidesz (Fiatal Demokraták Szövetsége), FKGP (Független Kisgazda-, Földmunkás- és Polgári Párt), MSZP (Magyar Szocialista Párt), és KDNP (Kereszténydemokrata Néppárt). A legtöbb pártot és politikust a választók nem ismerték korábban, így a kampány fő célja a bemutatkozás és a bizalomépítés volt.
A pártok különböző programokkal álltak elő az átalakulás fontosságát hangsúlyozva, még az MSZMP-ből átalakult MSZP sem igényelte a korábbi, állami tulajdonra alapozott berendezkedés fenntartását. Országos listát 12 pártnak sikerült állítania. A kampány egyik fő eszköze a plakátolás és a szórólapok terjesztése volt. A közszolgálati televízió és rádió adásaiban a pártok időkeretet kaptak, ahol bemutathatták programjukat, ez újdonságnak számított Magyarországon. A vizuális kommunikáció hangsúlyossá vált, mivel a televízió és a rádió elérése még korlátozott volt. A kampányban megjelentek különböző szellemesnek szánt rigmusok, mint például a „tudjuk, merjük, tesszük" (SZDSZ), „Bort, búzát, békességet" (FKGP),  „Hallgass a szívedre, szavazz a Fideszre" (Fidesz), „Hit, remény, szeretet" (KDNP), vagy a nyugodt erő, biztos kéz jelszavának hangoztatása az MDF-nél. A politikusok vidéki körutakra mentek, ahol személyesen találkoztak a választókkal. Ezek az események különösen fontosak voltak a bizalom megszerzésében. A kampány során a pártok között éles viták bontakoztak ki az ország jövőjéről, különösen a gazdasági és politikai átmenet kérdéseiről. A legtöbb párt programjában központi szerepet játszott a demokratikus intézmények kiépítése és a jogállamiság biztosítása. A piacgazdaságra való átállás, a privatizáció és az infláció kérdései nagy hangsúlyt kaptak. A rendszerváltás utáni politikai légkörben a nemzeti szuverenitás és identitás hangsúlyozása is fontos témává vált.

## Jelöltek és listák

### Országos listák
Országos listát állított pártok:
(Az első húsz jelölt neve, a miniszterelnök-jelölt vastag betűvel.)
| Párt | MDF                | SZDSZ               | FKGP               | MSZP                | Fidesz             | KDNP                |
| ---- | ------------------ | ------------------- | ------------------ | ------------------- | ------------------ | ------------------- |
| 1.   | Antall József      | Tölgyessy Péter     | Vörös Vince        | Pozsgay Imre        | Orbán Viktor       | Keresztes Sándor    |
| 2.   | Szentágothai János | Demszky Gábor       | Balogh György      | Nyers Rezső         | Fodor Gábor        | Füzessy Tibor       |
| 3.   | Für Lajos          | Haraszti Miklós     | Torgyán József     | Horn Gyula          | Szájer József      | Ugrin Emese         |
| 4.   | Szabad György      | Kőszeg Ferenc       | Bejczy Sándor      | Szűrös Mátyás       | Áder János         | Karcsay Sándor      |
| 5.   | Csurka István      | Magyar Bálint       | Nagy Ferenc József | Németh Miklós       | Kövér László       | Hasznos Miklós      |
| 6.   | Csengey Dénes      | Mécs Imre           | Böröcz István      | Petrenkó János      | Ungár Klára        | Gáspár Miklós       |
| 7.   | Kutrucz Katalin    | Pető Iván           | Kováts László      | Szili Sándor        | Trombitás Zoltán   | Lukáts Miklós Péter |
| 8.   | Raffay Ernő        | Rajk László         | Gerbovits Jenő     | Kósa Ferenc         | Németh Zsolt       | Giczy György        |
| 9.   | Debreczeni József  | Szabó Miklós        | Dragon Pál         | Ormos Mária         | Varga Mihály       | Csépe Béla          |
| 10.  | Király Zoltán      | Tamás Gáspár Miklós | Iván Géza          | Hámori Csaba        | Rockenbauer Zoltán | Rott Nándor         |
| 11.  | Bethlen István     | Solt Ottilia        | Kósa András        | Annus József        | Glattfelder Béla   | Inotai Ferenc János |
| 12.  | Balsai István      | Béki Gabriella      | Kávássy Sándor     | Vastagh Pál         | Deutsch Tamás      | Balogh Gábor        |
| 13.  | Salamon László     | Hodosán Róza        | Szabó Lajos        | Vitányi Iván        | Tirts Tamás        | Philippovics Károly |
| 14.  | Csóti György       | Szent-Iványi István | Tóth Imre          | Demény Pál          | Molnár Péter       | Kamarás Ferenc      |
| 15.  | Kéri Kálmán        | Juhász Pál          | Oláh Sándor        | Huszár Tibor        | Wachsler Tamás     | Surján László       |
| 16.  | Zimányi Tibor      | Soós Károly Attila  | Bereczky Vilmos    | Pál László          | Szelényi Zsuzsanna | Rubovszky György    |
| 17.  | Varga János        | Dornbach Alajos     | Nagy Varga Dezső   | Kovács Jenő         | Kósa Lajos         | Semjén Zsolt        |
| 18.  | Zétényi Zsolt      | Rózsa Edit          | Hajdú Istvánné     | Nagy Attila         | Hegedűs István     | Bakos Batu          |
| 19.  | Gyarmati Dezső     | Ráday Mihály        | Kapitány Ferenc    | Békesi László       | Frajna Imre        | Grigássy László     |
| 20.  | Grosics Gyula      | Raj Tamás           | Győriványi Sándor  | Kósáné Kovács Magda | Mádi László        | Budavári Miklós     |

| Párt | MSZMP                | MSZDP                    | ASZ                | VP              | HVK                  | MNP                |
| ---- | -------------------- | ------------------------ | ------------------ | --------------- | -------------------- | ------------------ |
| 1.   | Thürmer Gyula        | Petrasovits Anna         | Nagy Tamás         | Oláh Imre       | Kulcsár Kálmán       | Fekete Gyula       |
| 2.   | Nyírő Sándor         | Korompai János           | Nagy Huszein Tibor | Szűcs György    | Chikán Csaba         | Márton János       |
| 3.   | Urvarhelyi László    | Benyó Pál                | Tóth Istvánné      | Gáspár Ferenc   | Kukorelli István     | Czine Mihály       |
| 4.   | Koi Tibor            | Gaskó István             | Mayer Bertalan     | Harsányi Gábor  | Knoll István         | Varga Csaba        |
| 5.   | Szöllősiné Fitos Éva | Borbély Endre            | Nagy Miklós        | Szabó Tibor     | Tóth János           | Vassné Nyéki Ilona |
| 6.   | Pozsonyi Attila      | Szilágyi Gábor           | Gyulai Lajos       | Albert János    | Mészáros Imre        | Lőrincze Lajos     |
| 7.   | Vasas Joachim        | Fischer György           | Bálint Csaba       | Gergely László  | Hambuch Géza         | Lizik Sándor       |
| 8.   | Benkéné Kiss Valéria | Baranyai Tibor           | Szűcs László       | Bokor Imre      | Havas Henrik         | Kecskeméti Lajosné |
| 9.   | Kollát Pál           | Sik János                | Móczár Béla        | Juhász Józsefné | Horváth László       | Varga Domokos      |
| 10.  | Hotya Péter          | Törőcsik Mari            | Kósa Ferenc        | Dedeó Gyuláné   | Tófalvi Gyula        | Liska Tibor        |
| 11.  | Szűcs Ervin          | Harsányi Zsolt           | Bodzás Árpád       | Cs. Kiss Ferenc | Ritterné Józsa Judit | Benedekfi Sámuel   |
| 12.  | Dóczé Kálmán         | Staub Pál                | Frankó István      | Várkonyi József | Gyúró Ferenc         | Kodolányi János    |
| 13.  | Pozderka Jánosné     | Farkas Pál               | Juhász Sándor      | Bősze Alajos    | Bálint György        | Kitzinger Ferenc   |
| 14.  | Sztankó János        | Gelencsér Béla           | Molnár Ferenc      | Sélley Attila   | Pilsits Mária        | Béres Ferenc       |
| 15.  | Rápli Pál            | Varga Tibor              | Zielbauer György   | Gyimesi István  | Iván László          | Csenki Imre        |
| 16.  | Bánfai Lajos         | Grád János               | Zala Simon Tibor   | Czakó Attila    | Kalácska Béla        | Szeberényi Lehel   |
| 17.  | Várkoly Zoltán       | Bonifertné Szigeti Márta | Nagy Bálint        | Tőzsér Ernő     | Oláh Lajos           | Kiss Dénes         |
| 18.  | Pataki Zsuzsanna     | Macskásy Pál             | Szommer Béla       | Bánkúti Zoltán  | Lakatos Menyhért     | Serfőző Simon      |
| 19.  | Fekete László        | Bölcskei János           | Farkas Károly      | Bartos Gábor    | Ballagó Katalin      | Magyar József.     |
| 20.  | Tóth Lajos           | Bácskai Sándor           | Mihalik László     | Frenkl Gábor    | Inzsel Ottó          | Barsi Ernő         |

## Eredmények

Az egyéni választókerületek eredményei

### Részvételi adatok
|          | Első forduló 1990. március 25. | Második forduló 1990. április 8. |
| -------- | ------------------------------ | -------------------------------- |
| Összesen | 65,11%                         | 45,54%                           |

| Párt neve              | Területi listás | Területi listás | Területi listás | Első forduló (EVK) | Első forduló (EVK) | Első forduló (EVK) | Második forduló (EVK) | Második forduló (EVK) | Második forduló (EVK) | Mandátumok      | Mandátumok |
| Párt neve              | Száma           | %               | Hely            | Száma              | %                  | Hely               | Száma                 | %                     | Hely                  | Országos listás | Összesen   |
| ---------------------- | --------------- | --------------- | --------------- | ------------------ | ------------------ | ------------------ | --------------------- | --------------------- | --------------------- | --------------- | ---------- |
| MDF                    | 1 214 359       | 24.73           | 40              | 1 186 668          | 23,93              | 3                  | 1 406 276             | 41,24                 | 111                   | 10              | 164        |
| SZDSZ                  | 1 050 799       | 21,40           | 34              | 1 077 386          | 21,73              | –                  | 1 046 094             | 30,68                 | 35                    | 23              | 92         |
| FKGP                   | 576 315         | 11,73           | 16              | 529 270            | 10,67              | –                  | 355 112               | 10,41                 | 11                    | 17              | 44         |
| MSZP                   | 535 064         | 10,89           | 14              | 504 909            | 10,18              | –                  | 216 561               | 6,35                  | 1                     | 18              | 33         |
| Fidesz                 | 439 649         | 8,95            | 8               | 235 558            | 4,75               | –                  | 63 064                | 1,85                  | 1                     | 12              | 21         |
| KDNP                   | 317 278         | 6,46            | 8               | 287 578            | 5,80               | –                  | 127 938               | 3,75                  | 3                     | 10              | 21         |
| MSZMP                  | 180 964         | 3,68            | –               | 131 422            | 2,65               | –                  | 8 640                 | 0,25                  | –                     | –               | –          |
| MSZDP                  | 174 434         | 3,55            | –               | 104 010            | 2,10               | –                  | 922                   | 0,03                  | –                     | –               | –          |
| ASZ                    | 154 004         | 3,14            | –               | 139 240            | 2,81               | –                  | 21 923                | 0,64                  | 1                     | –               | 1          |
| VP                     | 92 689          | 1,89            | –               | 83 376             | 1,68               | –                  | 5,292                 | 0,16                  | –                     | –               | –          |
| HVK                    | 91 922          | 1,87            | –               | 156 899            | 3,16               | –                  | 27 789                | 0,82                  | –                     | –               | –          |
| MNP                    | 37 047          | 0,75            | –               | 38 647             | 0,78               | –                  | 1 157                 | 0,03                  | –                     | –               | –          |
| MZP                    | 17 951          | 0,37            | –               | 19 434             | 0,39               | –                  | –                     | –                     | –                     | –               | –          |
| NKPP                   | 9 944           | 0,20            | –               | 12 366             | 0,25               | –                  | 734                   | 0,02                  | –                     | –               | –          |
| SKK                    | 5 966           | 0,12            | –               | 50029              | 0,10               | –                  | –                     | –                     | –                     | –               | –          |
| MSZAP                  | 4 945           | 0,10            | –               | 5 882              | 0,12               | –                  | –                     | –                     | –                     | –               | –          |
| FMDP                   | 2 954           | 0,06            | –               | 4 617              | 0,09               | –                  | 3 248                 | 0,10                  | –                     | –               | –          |
| SZP                    | 2 814           | 0,06            | –               | 4 342              | 0,09               | –                  | –                     | –                     | –                     | –               | –          |
| MFP                    | 2 143           | 0,04            | –               | 2 129              | 0,04               | –                  | –                     | –                     | –                     | –               | –          |
| További pártok össz.   | –               | –               | –               | 87 274             | 1,77               | –                  | 58 622                | 1,72                  | 4                     | –               | 4          |
| Függetlenek            | –               | –               | –               | 342 544            | 6,91               | 2                  | 66 280                | 1,94                  | 4                     | –               | 6          |
|                        |                 |                 |                 |                    |                    |                    |                       |                       |                       |                 |            |
| Összesen               | 4 911 241       | 100             | 120             | 4 958 580          | 100                | 5                  | 3 409 652             | 100                   | 171                   | 90              | 386        |
|                        |                 |                 |                 |                    |                    |                    |                       |                       |                       |                 |            |
| Szavazásra jogosult    | 7 824 110       | 65.10           |                 | 7 798 018          | 64.99              |                    | 7 603 095             | 45.51                 |                       |                 |            |
| Összes szavazat        | 5 093 119       | 100             |                 | 5 068 310          | 100                |                    | 3 459 815             | 100                   |                       |                 |            |
| Érvénytelen szavazatok | 181,878         | 3,57            |                 | 109 730            | 2,17               |                    | 50 163                | 1,45                  |                       |                 |            |
| Érvényes szavazatok    | 4 911 241       | 96,43%          |                 | 4 958 580          | 97,83%             |                    | 3 409 652             | 98,55                 |                       |                 |            |

### Parlamenti mandátumot szerzett pártok
- MDF
- SZDSZ
- FKGP (1990 nyarától az MDF koalíciótársa)
- MSZP
- Fidesz
- KDNP (1990 nyarától az MDF koalíciótársa)

### Nem érte el a bejutási küszöböt
- MSZMP
- MSZDP
- ASZ

## Politikai következmények
A választási részvétel az első fordulóban 65%, a másodikban 45% volt. Ez azt mutatta, hogy az emberek jelentős része érdeklődött a politika iránt. Az MDF nyerte a választásokat (164 mandátummal), és kormánykoalíciót alakított az FKGP-vel és a KDNP-vel. Az SZDSZ a második helyen végzett. Antall József lett az új miniszterelnök, és rövidesen megalakult a Antall-kormány.
Az 1990-es választások nemcsak a politikai pártok, hanem a magyar társadalom számára is tanulási folyamat volt a demokratikus kultúra és választási szabadság elsajátításában.

## Külső hivatkozások
- Az MTV egykori választási műsora
- Az RTL Klub dokumentum-műsora
- Választás.hu
- Választástörténet - 1990